# Louhijärvi (sjö i S:t Michel, Södra Savolax)
Louhijärvi är en sjö i kommunen S:t Michel i landskapet Södra Savolax i Finland. Sjön ligger 86,2 meter över havet. Arean är 89 hektar och strandlinjen är 13,39 kilometer lång. Sjön  ingår i Vuoksens huvudavrinningsområde.   Den ligger omkring 11 kilometer öster om S:t Michel och omkring 220 kilometer nordöst om Helsingfors. 
I sjön finns ön Honkalansaari. Louhijärvi ligger öster om Ylimmäinen. 